# Michael Stonebraker

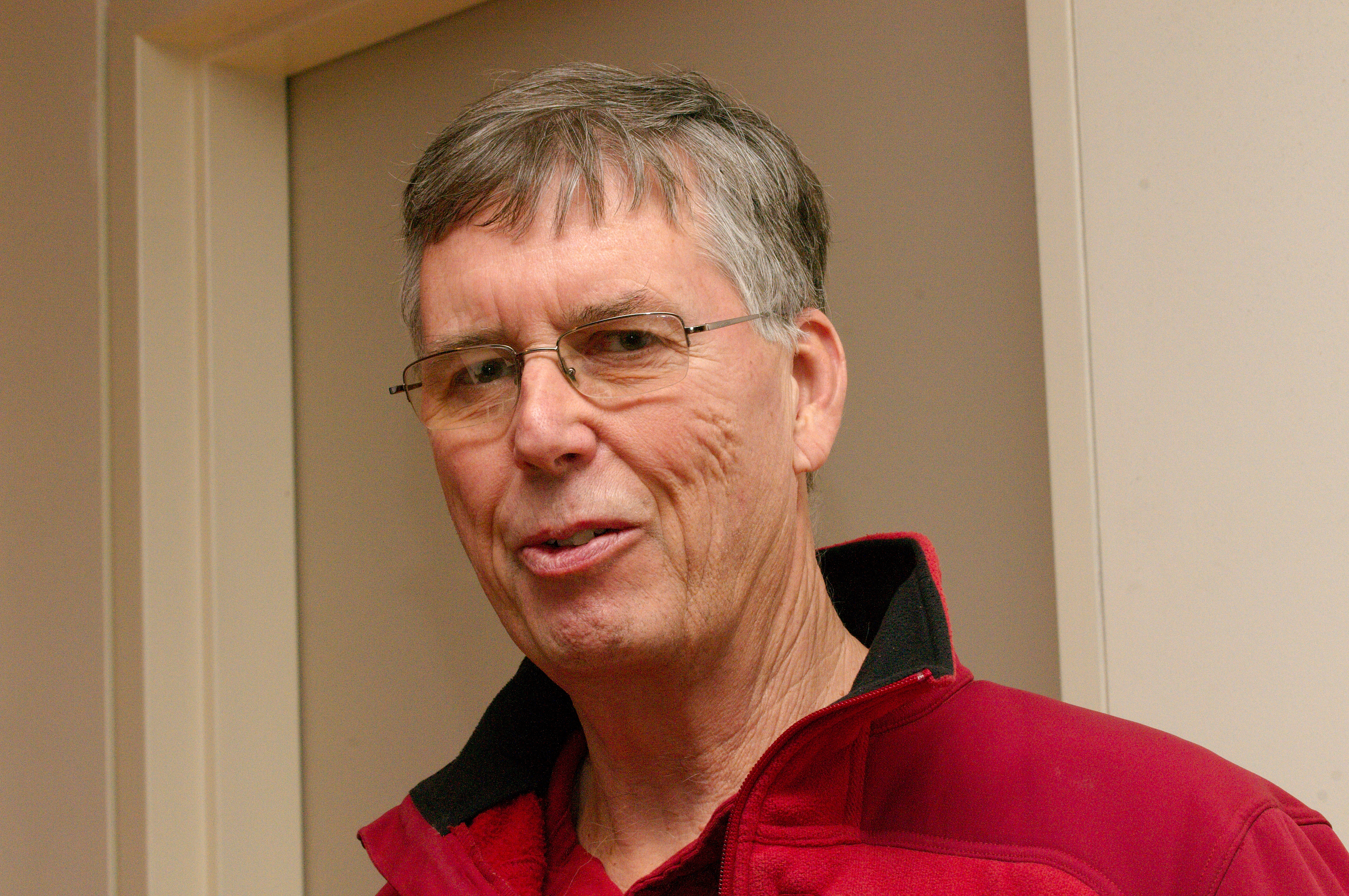
Michael Stonebraker (2009)

Michael Stonebraker (* 11. Oktober 1943 in Newburyport, Massachusetts) ist ein US-amerikanischer Informatiker, der sich auf Forschung und Entwicklung von Datenbanken spezialisiert hat. Er war 25 Jahre Professor an der University of California, Berkeley, wo er die Datenbanksysteme Ingres und Postgres entwickelte. Zurzeit arbeitet er als außerplanmäßiger Professor am Massachusetts Institute of Technology (MIT).
Stonebraker studierte an der Princeton University und der University of Michigan. In den 1970er Jahren entwickelte Stonebraker, zusammen mit Eugene Wong, in Berkeley die Datenbank Ingres. 1982 verließ er Berkeley, um Ingres kommerziell zu vermarkten. 1985 kehrte Stonebraker nach Berkeley zurück, wo er sich in einem Post-Ingres-Projekt mit den Problemen relationaler Datenbanken beschäftigte. Aus diesem Projekt entstand die Datenbank Postgres. Postgres führte Regeln, Prozeduren, Temporale Datenhaltung, erweiterbare Typen und objektrelationale Konzepte in die Welt der Datenbanken ein.
Im Jahr 2005 gründete er nach entsprechenden Forschungsarbeiten am MIT mit Andrew Palmer die Firma Vertica, die ein für Data-Warehousing spezialisiertes spaltenorientiertes Datenbankmanagementsystem entwickelt und vertreibt.
1988 erhielt Stonebraker den ACM Software System Award für Ingres. Im Jahr 2005 wurde er mit der John-von-Neumann-Medaille für Beiträge zu Entwurf, Implementierung und Kommerzialisierung relationaler und objektorientierter Datenbanksysteme ausgezeichnet. 2010 wurde er in die American Academy of Arts and Sciences gewählt. Seit Dezember 2011 ist er auswärtiges Mitglied der Russischen Akademie der Wissenschaften. 2014 erhielt er den ACM Turing Award.